# 에산

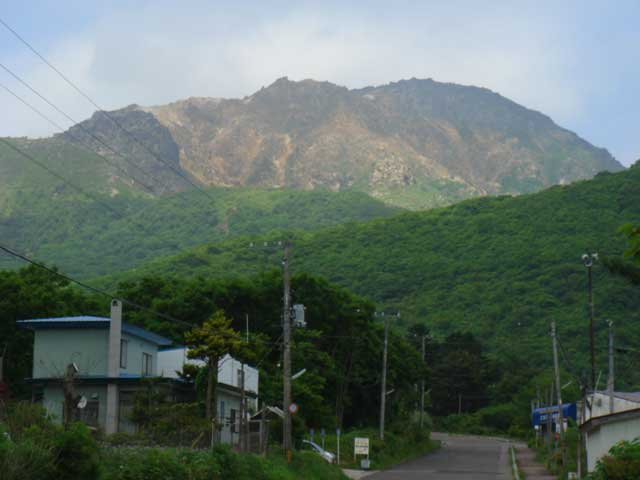
에 산

에산(일본어: 恵山)은 일본의 홋카이도에 있는 성층 활화산이다. 대부분의 바위가 유황에 의해 누렇다. 정상의 분화구에는 용암 돔이 있으며, 활화산이기 때문에 아직도 증기가 나온다. 홋카이도 최남단에 위치한 화산으로, 근처에는 하코다테시가 있다. 또한 고마가타케 산과도 근접한 위치에 있다.